# Бергамо (провінція)
Провінція Бергамо (італ. Provincia di Bergamo) — провінція в Італії, у регіоні Ломбардія.
Площа провінції — 2723 км², населення — 1 108 190 осіб.
Столицею провінції є місто Бергамо.

## Географія

Мапа провінції

Межує на півночі з провінцією Сондріо, на заході з провінцією Лекко, провінцією Монца і Бріанца і провінцією Мілан, на півдні з провінцією Кремона, на сході з провінцією Брешія.

## Основні муніципалітети
Найбільші за кількістю мешканців муніципалітети (ISTAT, 31/12/2007):
| Ном. | Герб | Муніципалітет       | Населення (осіб) | Площа (км²) | Густота (ab/км²) | Висота (м.н.р.м.) |
| ---- | ---- | ------------------- | ---------------- | ----------- | ---------------- | ----------------- |
| 1°   |      | Бергамо             | 115 781          | 39,6        | 2924             | 249               |
| 2°   |      | Тревільйо           | 28 019           | 31,54       | 899              | 125               |
| 3°   |      | Серіате             | 22 844           | 12,41       | 1841             | 247               |
| 4°   |      | Далміне             | 22 741           | 11,6        | 1960             | 207               |
| 5°   |      | Романо-ді-Ломбардія | 18 027           | 18          | 989              | 120               |
| 6°   |      | Албіно              | 17 938           | 31,32       | 573              | 342               |
| 7°   |      | Караваджо           | 15 826           | 32          | 486              | 111               |
| 8°   |      | Альцано-Ломбардо    | 13 247           | 13,43       | 986              | 304               |
| 9°   |      | Стеццано            | 12 146           | 9,25        | 1313             | 211               |
| 10°  |      | Нембро              | 11 477           | 15,22       | 754              | 309               |
| 11°  |      | Тревіоло            | 9950             | 8,7         | 1144             | 225               |